# Edward Mazria
Edward Mazria (nacido en 1940) es un arquitecto, escritor y educador estadounidense.  

## Trayectoria profesional
Tras graduarse como arquitecto en el Pratt Institute en 1963, colaboró como arquitecto en el cuerpo de paz de la ONU en Arequipa, Perú. Posteriormente trabajó en la firma Edward Larabee Barnes en Nueva York antes de completar su tesis de maestría en la Universidad de Nuevo México en 1973. Su trabajo de investigación sobre arquitectura y energías renovables lo llevó a convertirse en un referente en líneas de conocimiento como: calentamiento y refrescamiento pasivo, iluminación natural, y diseño pasivo. 
Su metodología de diseño pasivo o Método Mazria fue desarrollada en el período 1975 a 1977 y publicada en 1978 con el título The Passive Solar Energy Book y casi de inmediato adoptada alrededor del mundo. La versión en castellano traducida por el actualmente prestigioso Arquitecto Rafael Serra Florensa de la Universidad Politécnica de Cataluña en 1984, permitió sea conocido ampliamente en las escuelas de arquitectura de España y Latinoamérica. En 1978 crea la firma de arquitectura y planeamiento Mazria Associates, Inc. 

## Trabajos recientes
Más recientemente Mazria fue convocado para integrar el Panel Intergubernamental de Cambio Climático IPCC en el sector Edificios en reconocimiento a su trayectoria y como referente del tema. Sus trabajos de investigación incluyen análisis y propuestas para la mitigación de gases de efecto invernadero en el sector edilicio. Ocupa una posición de referente en la AIA  y en la U.S. Conference en la adopción de la Resolución 50 del “2030 Challenge” que busca reducir drásticamente la emisión de gases de efecto invernadero en el sector edilicio. Su artículo Blueprint for Disaster, traza sus estrategias para presionar en la mitigación del cambio climático.
Es fundador de Architecture 2030, una organización para la protección del ambiente global mediante el uso de innovación en el diseño con conciencia ambiental y uso del sentido común a fin de reducir el calentamiento global.

## Publicaciones
Sus publicaciones incluyen artículos científicos en revistas y congresos, artículos técnicos en revistas profesionales y numerosas publicaciones en:
- El libro de la energía solar pasiva. Original 1979. Edición en castellano 1983.
- It’s the Architecture Stupid!, Solar Today Magazine, May/June 2003
- Turning Down the Global Thermostat, Metropolis Magazine, October 2003
- Blueprint for Disaster, On Earth Magazine, Summer 2005

Sus edificios fueron publicados en Architecture, Progressive Architecture, Metrópolis, Architectural Record, Landscape Architecture, Architectural Digest, Process, Kenchiku Bunka, Public Garden, Solar Today, Architecture Week, Texas Architect, The Wall Street Journal y el New York Times.

## Premios y honores
Mazria ha dictado conferencias en EE. UU., Europa, Asia y Latinoamérica, y fue profesor en: Universidad de Nuevo México, Universidad de Oregón, Universidad de Colorado, Universidad de Denver y UCLA. Recibió numerosas distinciones:
- American Institute of Architects Design Awards
- AIA Design Innovation Award
- Commercial Building Awards from the Department of Energy
- Landmark Designation Award from The Albuquerque Conservation Association
- Pioneer Award from the American Solar Energy Society
- Outstanding Planning Award from the American Planning Association